# Mata Hari, agent H 21
Pour les articles homonymes, voir Mata Hari (homonymie) et H21.
Pour plus de détails, voir Fiche technique et Distribution.
Mata Hari, agent H 21 est un film d'espionnage franco-italien réalisé par Jean-Louis Richard sorti en 1964.

## Synopsis
En 1914, Margaretha Geertruida « Grietje » « Greta » Zelle, connue sous le nom de scène de Mata Hari, est une belle danseuse « exotique » qui devient espionne au service de l'Allemagne. Sur ordre d'un certain Ludovic, agent de liaison, elle attire chez elle l’officier français François Lassalle, afin de subtiliser les précieux documents dont il est détenteur. Elle réussit mais s'éprend de l'officier. 
Une nouvelle mission lui incombe, celle de subtiliser des documents confidentiels au colonel Pelletier, qui est incidemment amateur de jolies femmes. François, désespérément jaloux, rompt. Mata Hari, d'abord enfuie en Espagne, revient en France dans l'espoir de le retrouver. Elle le rejoint sur le front, mais il est tué alors qu’ils sont surpris par une patrouille allemande. 
Mata Hari, trahie par les Allemands eux-mêmes, est fusillée dans les fossés du fort de Vincennes.

## Fiche technique
- Réalisation : Jean-Louis Richard, assisté de Christian de Chalonge et Jean-Pierre Léaud
- Scénario et adaptation : Jean-Louis Richard, François Truffaut
- Dialogue : François Truffaut
- Image : Michel Kelber
- Son : André Hervée
- Décors : Claude Pignot
- Montage : Kenout Peltier
- Musique : Georges Delerue
- Production : Eugène Lépicier
- Sociétés de production : Filmel, Les Films du Carrosse, Simar-Films, Fida Cinematografica (franco-italienne)
- Pays d'origine :  France,  Italie
- Genre : Drame historique
- Durée : 93 min
- Date de sortie : Italie, 1964 ; France, 29 janvier 1965
- Affiche : Jean Mascii (France)

## Distribution
- Jeanne Moreau : Margaretha Geertruida « Grietje » « Mata Hari » Zelle, danseuse et espionne au service de l'Allemagne
- Jean-Louis Trintignant : François Lasalle, officier français
- Hella Petri : la baronne du Maine
- Claude Rich : Julien, chauffeur de Mata Hari
- Franck Villard : le colonel Pelletier
- Marie Dubois : Marie, la jeune fille de la gare
- Georges Riquier : Ludovic, agent de liaison de Mata Hari
- Nicole Desailly : Charlotte, habilleuse de Mata Hari
- Carla Marlier : Hortense de Montferrand
- Henri Garcin : Gaston, un prétendant de Mata Hari
- Albert Rémy : Adam Zelle, père de Mata Hari
- Yvette Étiévant : une infirmière sur le front
- Claude Mansard : le directeur de l'Alcazar
- Jean-Pierre Léaud : Absalon, fils de la baronne du Maine
- Charles Denner : un soldat
- Georges Géret : un soldat
- Jean-Marie Drot : le chef des services d’espionnage français
- Van Doude : le policier à la sortie de la banque
- Max Desrau : un spectateur
- Henri Coutet : un soldat
- Marcel Gassouk : un policier
- Marcel Berbert : ?
- Édouard Francomme : le vieux douanier
- Charles Lavialle : ?
- Serge Rousseau : le jeune douanier
- Pierre Tornade : ?

## Production

### Tournage
Le film a été tourné dans les 12e et 18e arrondissement de Paris, en dehors d’autres endroits.

## Accueil

### Box-office
Le film atteint la 29e place avec 1 364 543 spectateurs en salles françaises.

## Analyse